# Vacanță în Mexic (album)
Vacanță în Mexic este numele celui de-al doilea album solo, al rapperului Tudor Sișu, lansat pe 21 noiembrie 2009. 

## Discografie
1. Intro
2. Fac din noapte zi (feat. Cedry2k & Doc)
3. Ga.gsta sheet (feat. Puya & Cabron)
4. Noua generație (feat. Tony Batranua & J)
5. Sisu vinovat
6. Vrei să fi (feat. Puya)
7. Strada mea pe beat (Intersecția) (feat. Nimeni Altua)
8. Sânge din sânge (feat. Supered)
9. 16 (feat. Il-Egal & Supered)
10. Visez (feat. Rashid)
11. București (feat. Cabron)
12. Interludiu
13. Știi că nu mă faci (feat. Double L, Puya & Iony)
14. Interludiu
15. Ai vrea să ai (feat. Puya, Yolo & Rashid)
16. Ți-aduci aminte (feat. Cabron)
17. Viața mea (feat. Cabron)
18. Interludiu
19. Am nevoie de-o pastilă (feat. Doc & Yolo)
20. Din toate florile din lume (Lanul).